# Stanley Park
Stanley Park (v překladu Stanleyův park) je městský, 404,9hektarový park v downtownu Vancouveru v kanadské provincii Britská Kolumbie. Je to největší městský park v Kanadě a třetí největší v Severní Americe. Do parku zavítá ročně 8 milionů návštěvníků. Park ohraničuje 8,8 km dlouhé nábřeží, jež ročně využije 2,5 milionu chodců, cyklistů a bruslařů. Většinu parku zaujímá les, odhadem zde roste půl milionu stromů, z nichž některé dosahují výšky 76 metrů a stáří stovky let. V parku se táhne 200 km cest a chodníků, na jejichž bezpečí dohlíží jízdní policie města Vancouver. Park byl vyhlášený za 16 nejlepší park na světě a šestý nejlepší v Severní Americe.

## Dějiny parku

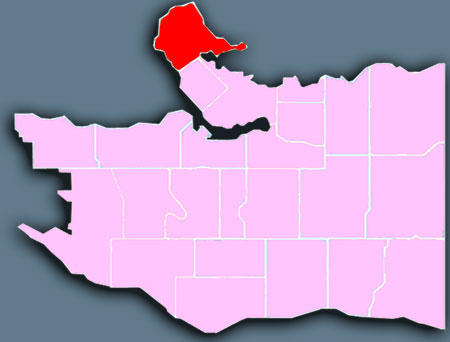
Poloha Stanley Parku v rámci Vancouveru

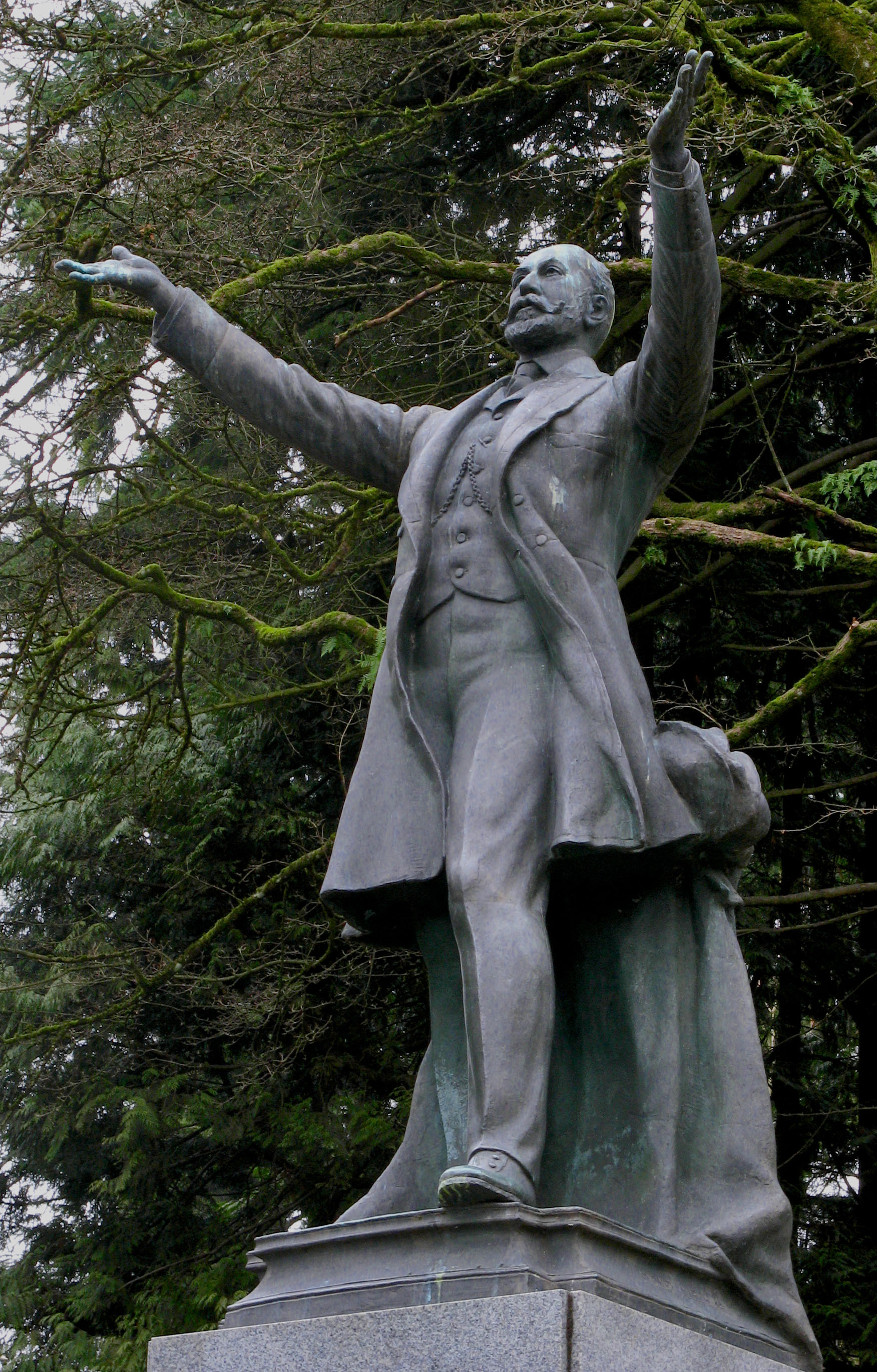
Socha Lorda Stanleyho u vstupu do parku

Indiánští obyvatelé parku z kmene Squamish byli první lidé na které narazil kapitán George Vancouver při jeho průzkumu této oblasti v roce 1792. V jeho knize A Voyage of Discovery popisuje toto území jako: „ostrov… před kterým leží menší ostrov Deadman's Island,“ což naznačuje, že celé území dnešního parku původně obklopovala voda, přinejmenším během velkého přílivu. Dále pokračuje: „Setkali jsme se s asi 50 indiány, kteří k nám připluli na kanoích, chovali se maximálně slušně a zdrženlivě. Obdarovali nás vařenými rybami.” Od této doby po celá desetiletí neproběhl žádný další kontakt s původními obyvateli. Až do vypuknutí Krymské války, kdy britská admiralita uzavřela dohodu s Joeom Capilanem, náčelníkem kmene Squamish, že v případě invaze budou Angličané bránit jižní pobřeží poloostrova Burrard a Squamishové severní pobřeží. Podle Capillanovy dcery mu dali Angličané 60 mušket, byly to první střelné zbraně ve vlastnictví indiánů na pobřeží Britské Kolumbie. Útok, který Angličané očekávali, neproběhl. Muškety použili Squamishové při odrážení útoku indiánských kmenů ze severu. Na území Stanley Parku se nebojovalo, přesto byl poprvé z britského pohledu označen za strategické území.
I když na jeho území působilo mezi lety 1860 až 1880 šest společností zaobírajících se těžbou dřeva, využití armádou park ochránilo před zástavbou a urbanizací. V roce 1886 poslala městská rada Vancouveru petici kanadské vládě s žádostí o pronájem území a využití pro městský park. V roce 1890 vznikl výbor pro správu parků Vancouver Park Board, jehož členové nejsou do své funkce jmenování, ale jsou volení ve volbách – rarita mezi severoamerickými městy. Výbor má pod svoji správou 192 parků s rozlohou 12,78 km², Stanley Park je z nich největší.

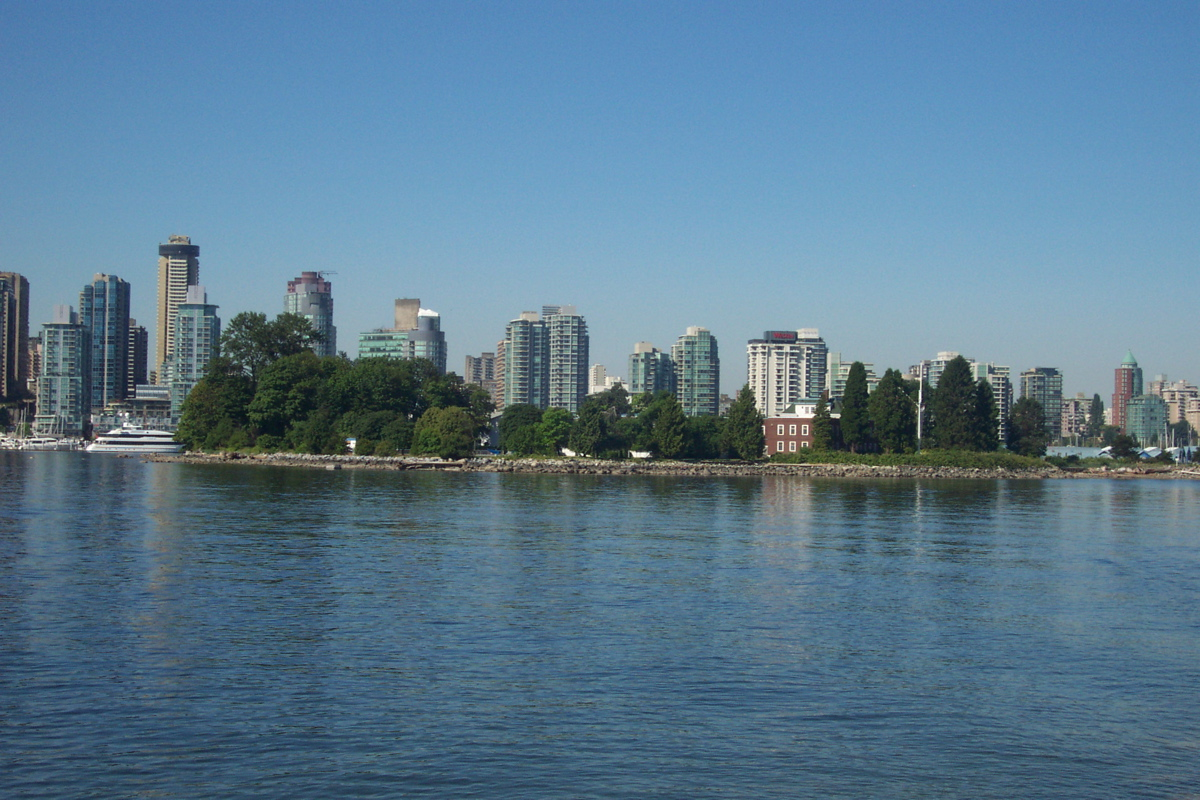
Ostrov Deadman's Island

Oficiálně byl Park pro veřejnost otevřen 27. září 1888. Jmenoval se po generálním guvernérovi Kanady, Lordu Frederickovi Stanleym. Následující rok se Lord Stanley stal prvním generálním guvernérem, který navštívil Britskou Kolumbii, když oficiálně pronajal park městu. V této době v parku ještě žil jistý počet indiánských obyvatel, v průběhu dalších 30 let se postupně odstěhovali a jejich pozemky město odprodalo federální vládě. V roce 1908 obnovila federální vláda v Ottawě pronájem Stanley Parku městu Vancouver na dalších 99 let. Pronájem bude opět obnoven v roce 2007.
Ostrov Deadman's Island, malý ostrov ležící při pobřeží Stanley Parku, sloužil jako indiánské pohřebiště a s příchodem bílých osadníků i jako místní hřbitov. Po otevření městského hřbitova, na ostrově pohřby skončily. Poté, co vypukla epidemie pravých neštovic v 80. letech 19. století, sloužil ostrov jako místo pro osoby v karanténě a hřbitov pro oběti epidemie.
V roce 1988 vyhlásila federální vláda park za národní historické místo.